# Simón Lecue Andrade
Simón Lecue Andrade (Arrigorriaga, 11 de febrer de 1912 - Madrid, 25 de febrer de 1984) fou un futbolista català de les dècades de 1930 i 1940.

## Trajectòria esportiva
Fou un futbolista que jugava d'interior o migcampista i destacava pel seu gran talent. Debutà el 1927 al CD Padura de la seva localitat natal, essent fitxat el 1929 al CD Baskonia. Un any més tard fou traspassat al Deportivo Alavés, que acabava de pujar a primera divisió. En aquest club coincidí amb grans figures com Jacinto Quincoces, Ciriaco Errasti i Manuel Olivares. L'agost de 1932 fou contractat pel Betis Balompié, on arribà a guanyar un campionat de lliga l'any 1935, únic en la història del club verd-i-blanc, sota la direcció de l'entrenador irlandès Patrick O'Connell. Finalitzada aquesta temporada fou fitxat pel Reial Madrid. En el seu traspàs pel club blanc, el Madrid pagà una enorme quantitat de diners al Betis (50.000 pessetes), motiu pel qual la premsa bateja el jugador com el nen d'or. Romangué al club blanc fins a 1942 i guanyà la Copa del 1936. Ja amb 30 anys fou fitxat pel València CF, club amb el qual guanyà la lliga l'any 1944. No arribà a acabar la temporada 1946-47 amb el club valencianista i marxà al Chamberí CF uns mesos d'on passà al Reial Saragossa, que jugava a Tercera, i on penjà les botes amb 37 anys, després d'assolir l'ascens a Segona Divisió.
Fou set cops internacional amb Espanya, debutant l'any 1934 a la Copa del Món de futbol d'Itàlia. També jugà un partit amb la selecció de Barcelona l'any 1941 que l'enfrontà a la selecció de Stuttgart.

## Palmarès
- Lliga espanyola:
  - 1934-35, 1943-44
- Copa espanyola:
  - 1935-36